# Ochetarcha
Ochetarcha is een geslacht van vlinders van de familie bladrollers (Tortricidae), uit de onderfamilie Tortricinae.

## Soorten
- O. circensis (Meyrick, 1928)
- O. miraculosa (Meyrick, 1917)